# Brian Hutton (baron Hutton)
James Brian Edward Hutton, baron Hutton, (29 juin 1932 - 14 juillet 2020) est un juge britannique Lord Chief Justice d'Irlande du Nord et Lord of Appeal in Ordinary.

## Jeunesse
Hutton est né à Belfast en 1932, fils d'un dirigeant des chemins de fer. Il obtient une bourse à Shrewsbury School et Balliol College, Oxford (BA jurisprudence, 1953) avant de retourner à Belfast pour devenir avocat (après des études à l'Université Queen's de Belfast), étant appelé au Barreau d'Irlande du Nord en 1954. Il commence à travailler comme avocat adjoint auprès du procureur général de l'Irlande du Nord en 1969.
Il devient conseiller de la reine en 1970. De 1979 à 1989, il est juge de la Haute Cour. En 1989, il devient Lord Chief Justice of Northern Ireland, devenant membre du Conseil privé, avant de s'installer en Angleterre pour devenir Lord of Appeal in Ordinary le 6 janvier 1997. Il obtient par conséquent une pairie à vie avec le titre de baron Hutton, de Bresagh dans le comté de Down.

## Juge
Le 30 mars 1994, en tant que Lord Chief Justice of Northern Ireland, il rejette l'appel du soldat Lee Clegg contre sa condamnation controversée pour meurtre. Le 21 mars 2002, Lord Hutton est l'un des quatre Law Lords à rejeter la demande de David Shayler d'utiliser une défense d'"intérêt public" telle que définie à l'article 1 de la loi de 1989 sur les secrets officiels lors de son procès.
Lord Hutton représente le ministère de la Défense lors de l'enquête sur le meurtre de manifestants des droits civiques le «dimanche sanglant». Plus tard, il réprimande publiquement le major Hubert O'Neil, le coroner présidant l'enquête, lorsque le coroner accuse l'armée britannique de meurtre, car cela contredisait les conclusions du tribunal Widgery,.
Hutton a également attiré l'attention du public en 1999 lors de la procédure d'extradition de l'ancien dictateur chilien Augusto Pinochet. Pinochet a été arrêté à Londres sur des allégations de torture à la demande d'un juge espagnol. Cinq Law Lords, la plus haute cour du Royaume-Uni, décident à une majorité de 3-2 que Pinochet devait être extradé vers l'Espagne. Le verdict est ensuite annulé par un panel de sept Law Lords, dont Lord Hutton au motif que Lord Hoffmann, l'un des cinq Law Lords, avait des liens avec le groupe de défense des droits humains Amnesty International qui a fait campagne pour l'extradition de Pinochet.
En 1978, il défend le Royaume-Uni devant la Cour européenne des droits de l'homme dans l'affaire Irlande contre Royaume-Uni, lorsque le tribunal décide que les techniques d'interrogatoire utilisées sont "inhumaines et dégradantes" et violaient la Convention européenne des droits de l'homme, mais n'équivaut pas à de la «torture». Le tribunal estime également que la pratique de l'internement en Irlande du Nord n'a pas enfreint la Convention. Il condamne 10 hommes à 1 001 ans de prison sur la parole de l'informateur «super-herbe» Robert Quigley, qui a obtenu l'immunité en 1984.
Lord Hutton est nommé par le gouvernement de Tony Blair pour présider l'enquête sur les circonstances de la mort du scientifique David Kelly. L'enquête débute le 11 août 2003. De nombreux observateurs sont surpris lorsqu'il rend son rapport le 28 janvier 2004 et a en grande partie innocenté le gouvernement britannique. Sa critique de la BBC est considérée par certains comme indûment sévère ; un critique fait remarquer qu'il a accordé «l'avantage du jugement à pratiquement tout le monde au gouvernement et personne à la BBC».
Peter Oborne écrit dans The Spectator en janvier 2004: «L’opinion juridique en Irlande du Nord, où Lord Hutton a exercé pendant la majeure partie de sa carrière, met l’accent sur la prudence de ses jugements. On dit qu'il a été habituellement réticent à créer des précédents. Mais peu de gens doutent sérieusement de l'équité ou de l'indépendance de Hutton. Bien [qu'il soit] un presbytérien austère, il y a eu des acquittements spectaculaires de certains membres de l'Armée républicaine irlandaise alors qu'il était juge à l'époque Diplock ".
Lord Hutton prend sa retraite des Law Lord le 11 janvier 2004. Il reste membre de la Chambre des lords jusqu'à sa retraite en vertu de la House of Lords Reform Act 2014 le 23 avril 2018.